# Провокационный фон
Провокационный фон — искусственно создаваемые условия для ускоренной оценки селекционного материала на устойчивость к одному из неблагоприятных факторов. 
Применяется в селекции на иммунитет, засухоустойчивость, морозостойкость и т.п.